# Cenizate
Cenizate – gmina w Hiszpanii, w prowincji Albacete, w Kastylii-La Mancha, o powierzchni 63,26 km². W 2011 roku gmina liczyła 1306 mieszkańców.